# テオドール・グシュルバウアー
テオドール・グシュルバウアー（Theodor Guschlbauer、1939年4月14日 - ）は、オーストリアの指揮者。ウィーン生まれ。

## 経歴
ウィーン国立音楽院でハンス・スワロフスキーに師事した後、ロヴロ・フォン・マタチッチとヘルベルト・フォン・カラヤンの下で研鑽を積む。ウィーン・フォルクスオーパーやザルツブルク州立劇場の指揮者を経て、1969年にリヨン歌劇場の首席指揮者に就任する。ドイツ系の若手指揮者不足が最も深刻化した世代に属して大いに期待され、一時はレコーディングも活発に行っていた。1975年から1983年までリンツ・ブルックナー管弦楽団の首席指揮者、1983年から1998年までストラスブール・フィルハーモニー管弦楽団の首席指揮者、1997年から2001年までラインラント＝プファルツ州立フィルハーモニー管弦楽団の首席指揮者を歴任した。1980年にウィーン国立歌劇場で豪華歌手陣を揃え指揮した『こうもり』のライブ映像が、序曲での指揮姿ともどもDVDでロングセラーとなっている。